# سفري خاتون
سفري خاتون (بالفارسية: سیفری خاتون) كانت أميرة سلجوقية، ابنة السلطان ألب أرسلان (حكم 1063-1072)، أخت ملك شاه (حكم 1072-1092) والزوجة الأولى للخليفة العباسي المقتدي بأمر الله (حكم 1075-1094).

## سيرة شخصية
سفرية خاتون هي إحدى زوجات ألب أرسلان. لديها ابنة،  سفري خاتون،  توفيت والدتها سفرية في أصفهان في 1073-1074.
تزوجت سفري خاتون الخليفة العباسي المقتدي عام 1071-1072. في 1071-1072 أرسل جد المقتدي القائم وزيره ابن الجاهر ليطلب يدها للزواج فوافق عليها السلطان. تزوجت من عبد الله بن محمد (المستقبل المقتدي ) وتم الزواج بعد وقت قصير من الخطبة.
كان هذا الزواج مهمًا سياسيًا للخليفة لأنه يمنحه سلطة على أراضي السلجوق. كما كان الخليفة الحاكم مرتبطًا أيضًا بحكم السلطان السلجوقي من خلال الزواج. ومع ذلك، توفي والدها ألب أرسلان بعد فترة وجيزة من زواجها عام 1072 وتزوج زوجها المقتدي بأميرة سلجوقية أخرى بعد عقد من الزمان.
كانت زوجة المقتدي الثانية ماهي ملك خاتون، ابنة السلطان ملك شاه الأول . في مارس 1082، أرسل المقتدي أبو نصر بن جاهر إلى ملك شاه في أصفهان ليطلب يدها للزواج. وافق والدها وأبرم عقد النكاح. وصلت بغداد في مارس 1087. تم إتمام الزواج في مايو 1087. أنجبت الأمير جعفر في 31 يناير 1088. أثبت هذا الزواج الثاني أيضًا أنه مفيد لسلطة المقتدي السياسية لأنه جعل المقتدي صهر ملك شاه من جهتين.
على الرغم من أن سفري خاتون ظلت الزوجة الأولى للمقتدي، إلا أنها لم تحافظ على نفوذها مثل ابنة أخيها ماهي ملك خاتون لأن ماهي ملك خاتون كانت ابنة السلطان الحاكم.